# Erbil (Gouvernement)

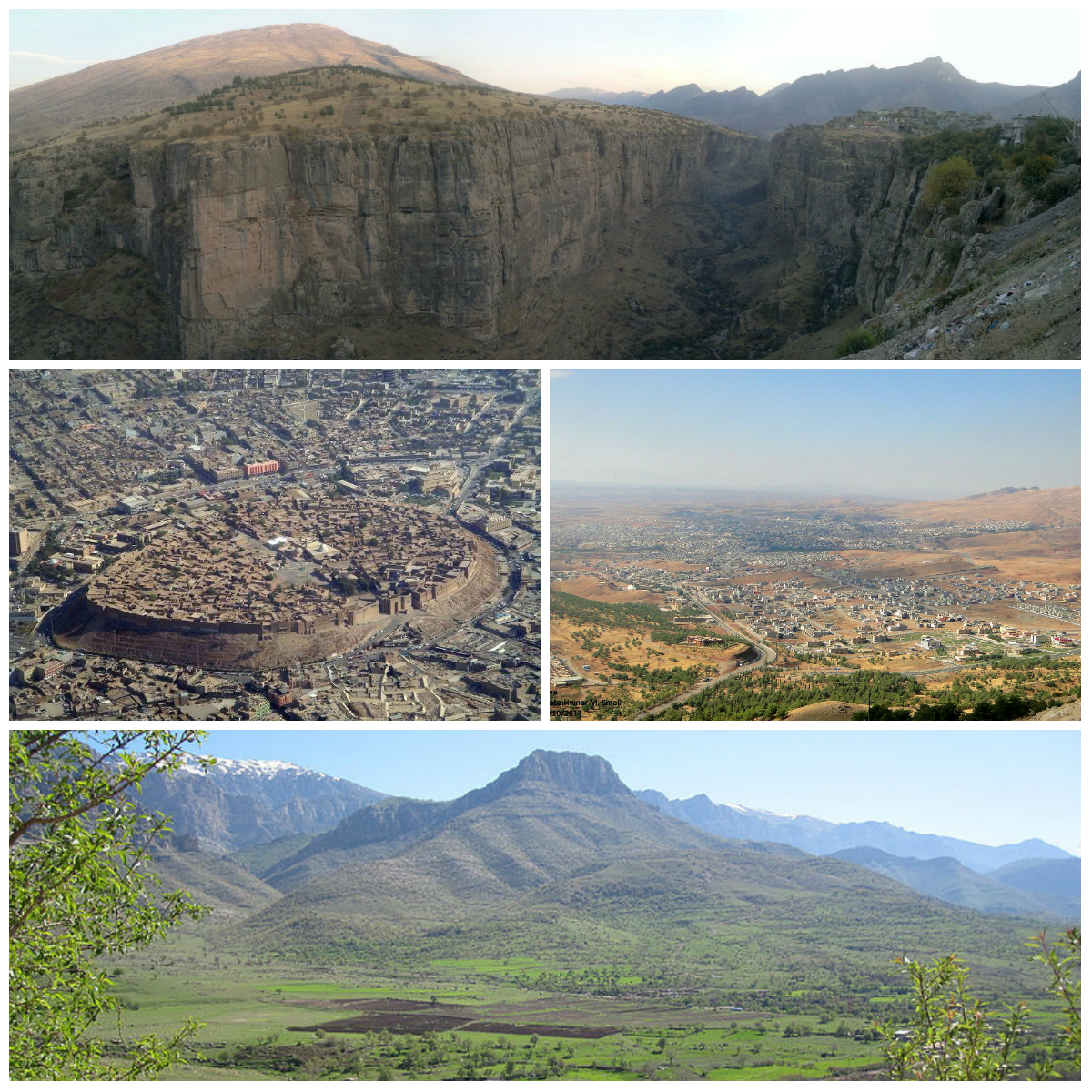
Von Oben nach Unten im Uhrzeigersinn: Schlucht in Rawanduz, Koi Sanjaq, Schaqlawa und Zitadelle von Erbil.

Das Gouvernement Erbil (arabisch أربيل, DMG Arbīl, kurdisch هەولێر Hewlêr) liegt im Nordosten des Iraks und gehört zur Autonomen Region Kurdistan. Das Gouvernement Erbil hat eine Fläche von 14.872,68 km² und ist eingeschlossen zwischen der Türkei, Iran und den irakischen Gouvernements Ninawa, Kirkuk, as-Sulaimaniyya, Dahuk und Salah ad-Din. Das Gouvernement untersteht der Regierung der autonomen Region.
Im Jahr 2018 betrug die Einwohnerzahl des Gouvernements 1.854.778 Einwohner.

## Distrikte
Das Gouvernement besteht aus den Distrikten:
- Erbil
- Choman
- Koya
- Machmur/Mexmur (umstritten)
- Mergasor
- Schaqlawa
- Soran

Am 15. Oktober 2005 stimmten von 830.570 Wählern 99,36 % für die neue Verfassung.